# Vojtěch Janoušek
Vojtěch Janoušek  (13. července 1897, Slatinice – 11. března 1969, Prostějov) byl český pedagog a regionální historik, věnující se především historii obcí na Prostějovsku a Plumlovsku.

## Životopis
Studoval na gymnáziích v Prostějově a Olomouci. Během první světové války pracoval ve zdravotnické službě. V letech 1918–1922 studoval obor dějepis a zeměpis na Filozofické fakultě UK v Praze a na Masarykově univerzitě v Brně. Od roku 1922 až do začátku nacistické okupace působil jako pedagog na Zemské vyšší reálce v Prostějově. V letech 1939–1943 byl vězněn v koncentračních táborech Dachau a Buchenwald. V letech 1946–1949 byl správcem Zemské vyšší reálky v Prostějově. V roce 1949 byl na úřední zásah ze školských služeb propuštěn. V roce 1950 získal doktorát na Univerzitě Palackého v Olomouci.
Věnoval se výzkumu regionální historie, jeho nejvýznamnější práce jsou dva svazky Vlastivědy moravské Plumlovský okres (Brno 1933) a Prostějovský okres (Brno 1938).
Na začátku 60. let spolupracoval při sestavování Historického místopisu Moravy a Slezska v letech 1848–1960.

## Dílo (výběr)
- Dějiny české reálky v Prostějově. Prostějov 1946.
- Dějiny Prostějova, Prostějovský okres. Brno 1938.
- Dvůr ve Stichovicích u Prostějova. Prostějov. Prostějov 1938.
- Lázně Slatěnice. Slatěnice 1921.
- Mikoláš Aleš a Prostějovsko. Brno 1955.
- (spolu s Augustinem Kratochvílem) Okres plumlovský. Brno 1933.
- Počátky socialistického tisku v Prostějově. Prostějov 1957.
- Povětrnostní pozorování v Prostějově v letech 1926–1936. Prostějov, 1937.
- Prostějov. Praha 1957.
- Prostějov a okolí. Prostějov 1957.
- Prostějovská výroba zápalek. Sborník Vlastivědného musea Olomouc; ročník 1, B 5/1959, s. 51–64.
- Prostějovský politický okres ve světle sčítání lidu z roku 1921. Prostějov 1927.
- Protireformace na panství plumlovském. Prostějov 1930.
- Rozmach prostějovského Sokola v r. 1869–1872. Prostějov 1927
- Tělocvičná jednota Sokol 1. Prostějov 1949.
- Urbář panství plumlovského z roku 1590. 2 svazky. Prostějov, 1933.
- Vedení obecních kronik. Prostějov 1937.
- Vývoj Smržic v letech 1848–1928. Prostějov 1929.
- Z dějin Plumlova. 1973.
- Založení prostějovského Sokola. Prostějov 1936.